# Église de la Sainte-Trinité de Stratford-upon-Avon
Pour les articles homonymes, voir Église de la Sainte-Trinité.
L'église de la Sainte-Trinité de Stratford-upon-Avon est une église du XIIIe siècle de style gothique de Stratford-upon-Avon dans le Warwickshire en Angleterre dédiée à la sainte Trinité. L'édifice est monument classé du Royaume-Uni Grade I.

## Historique
L'église est construite en 1210 sur un ancien monastère saxon au bord de l'Avon. 

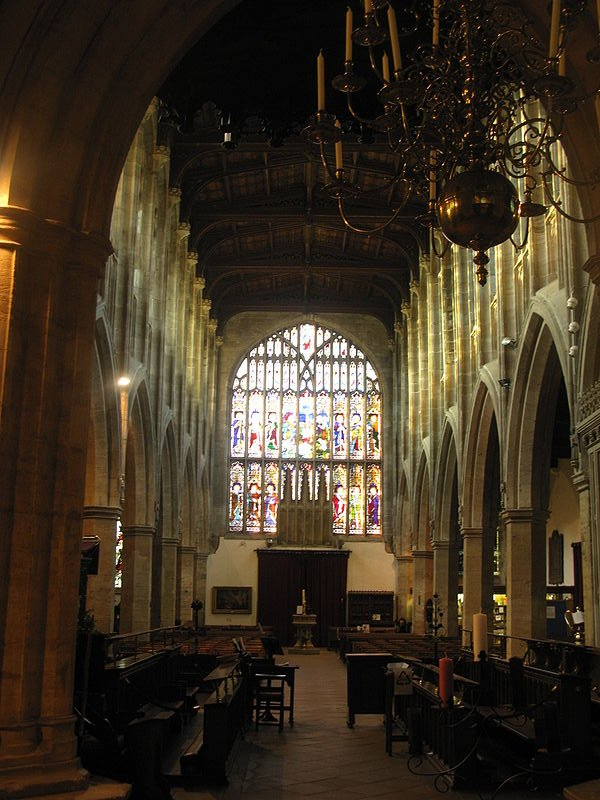
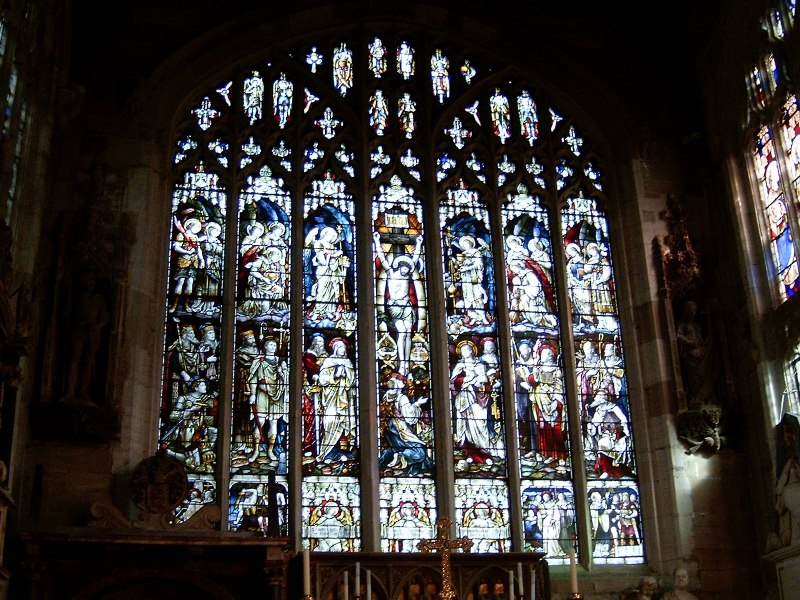
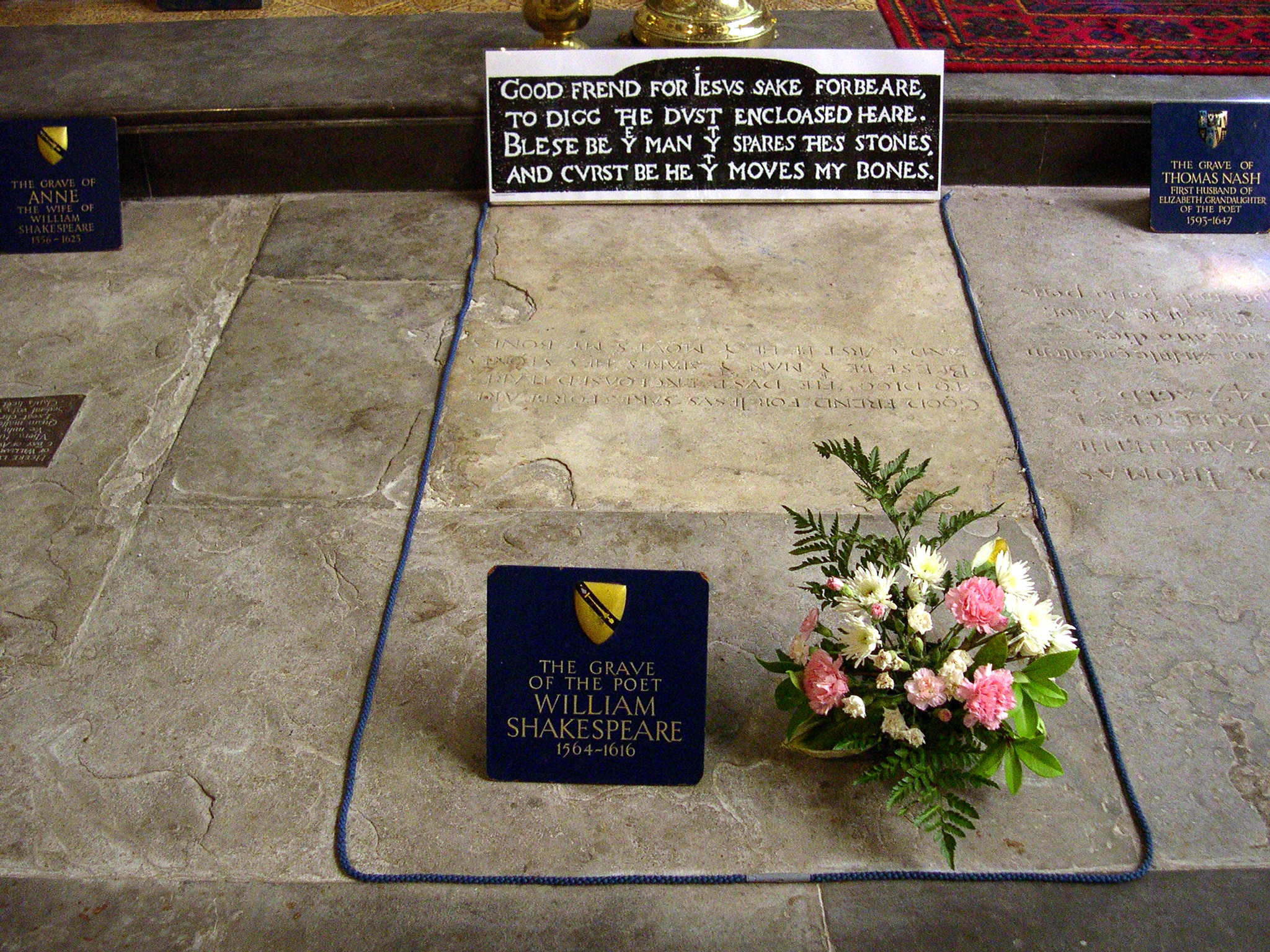

En 2006, l'église était le lieu d'un célèbre vidéoclip de Libera.

## Lieu de baptême et de sépulture de William Shakespeare
Cette église est célèbre pour être le lieu de baptême (le 26 avril 1564) et de sépulture (le 25 avril 1616) du poète, dramaturge et écrivain William Shakespeare (1564-1616). Il repose aux côtés de son épouse Anne Hathaway et de sa fille Susanna Hall avec pour épitaphe « Béni soit l'homme qui respecte ce tombeau, et maudit soit celui qui bougera mes os. ». Plus de 200 000 touristes viennent visiter le lieu de « culte Shakespearien » chaque année.